# 草场乡 (喀喇沁左翼县)
草场乡，是中华人民共和国辽宁省朝阳市喀喇沁左翼蒙古族自治县下辖的一个乡镇级行政单位。

## 行政区划
草场乡下辖以下地区：
于村、郭彩店村、房申村、东汤村和南沟门村。